# Laguna Simpson Bay
Laguna Simpson Bay (također se piše Laguna Simson Bay, ili se jednostavno naziva Veliki ribnjak) jedna je od najvećih unutarnjih laguna na Karibima. Nalazi se na otoku Sveti Martin. Granica između francuske i nizozemske polovice otoka prolazi središtem lagune. Postoje dva mala otoka koja leže u laguni: veći, Grand Ilet (također poznat kao Otok istraživača) na sjeveru, nalazi se unutar francuske regije Saint-Martin dok se manji, Little Key, na jugu, nalazi na nizozemskoj strani Sint Maartena.
Laguna je povezana s Karipskim morem preko malog kanala na sjeverozapadu koji se ulijeva u Baie Nettlé u Saint-Martinu i drugog malog kanala na jugoistoku koji se ulijeva u Simson Bay u Sint Maartenu. Zračna luka Sint Maarten, Međunarodna zračna luka Princess Juliana nalazi se blizu južne obale lagune.

## Okoliš
Zaštićene vode ove lagune  značajna su staništa morske trave i mangrova, dobro poznata područja za okupljanje mlade grebenske ribe koja vjerojatno opskrbljuje morska zaštićena područja Man of War Shoal Marine Park St. Maarten i rezervat Naturelle de Saint-Martin.
Mullet Pond je dio lagune Simpson Baya koji još uvijek sadrži znatan dio crvenih mangrova Rhizophora mangle. Zaštićeno je Ramsarsko područje od 2014.
Studije su pokazale da su otpadne vode s kopna koje ulaze u lagunu rezultirale razinama bakterija koje daleko premašuju prihvatljive norme. Istraživanje zaštite okoliša na Karibima (EPIC) o kvaliteti vode u lagunama i slivovima pokazalo je da su razine bakterija enterokoka premašile dopuštene razine u 96% (n=26) uzoraka. Utvrđeno je da su lokacije na kopnu zagađenije od Lagune, što ukazuje da značajan dio kontaminacije potječe s kopna, a ne samo s brodova.
Uz samo dva uska kanala koji dopuštaju protok svježe vode u ovu veliku vodenu masu, određena urbanizirana područja lagune, kao što su Cole Bay i Marigot, nemaju dovoljan protok vode za uklanjanje ili razrjeđivanje zagađivača. Visoko zagađena područja stoga često imaju mutnu ili smeđu vodu s neugodnim mirisom i prekomjernim rastom algi i eutrofikacijom.
Prisutnost invazivnih vrsta, kao što je morska trava H. stipulacea, predstavlja dodatnu prijetnju okolišu lagune.

## Gospodarstvo
Pomorska industrija St. Maartena, koncentrirana oko lagune, predstavlja 12,5% otočnog gospodarstva, u usporedbi s 9,5% za industriju hotela i restorana (Državni zavod za statistiku). Mirne vode lagune čine je sigurnom lukom za brodove koji traže popravke, zalihe i zaštitu od uragana. Industrija iznajmljivanja megajahti uočljiv je aspekt sektora jahti.

## Vanjske poveznice
|  | Zajednički poslužitelj ima još gradiva o temi Laguna Simpson Bay |